# Cetelem
Cetelem (Compagnie pour le financement des équipements électro-ménagers) – spółka należąca do BNP Paribas jest pionierem na rynku kredytów konsumpcyjnych (od roku 1953) i na rynku kredytów udzielanych przez Internet (od 1997 roku). Jest numerem 1 we Francji i w Europie kontynentalnej.
Cetelem działa na 4 kontynentach, w 27 krajach, zarządza portfelem ponad 30 milionów klientów i zatrudnia 23 tysiące osób (włączając Grupę LaSer).
Od stycznia 2008 Cetelem i UCB, europejski lider kredytów hipotecznych, połączyli swoje działania i powołali BNP Paribas Personal Finance. Jest to obecnie największy w Europie specjalista w branży kredytów konsumpcyjnych oraz na zakup nieruchomości, który zarządza portfelem kredytowym w wysokości 100 mld euro.